# Gabriel Pierné
Henri Constant Gabriel Pierné (16. august 1863 i Metz – 17. juli 1937 i Ploujean, Finistère) var en fransk organist, dirigent og komponist af romantisk musik.
Han var elev af blandt andre César Franck og Jules Massenet og har fået en række dramatiske arbejder opført såvel på Opéra-Comique som på den "Store Opera" og på operettescenerne. Af hans andre værker har oratoriet Børnekorstoget vundet
megen udbredelse, også i Tyskland.
I 1910 dirigerede Pierné i Paris førsteopførelsen af Igor Stravinskijs ballet Ildfuglen.